# دوري كرة القدم الألباني الدرجة الأولى 1933
دوري كرة القدم الألباني الدرجة الأولى 1933 هو موسم من دوري كرة القدم الألباني الدرجة الأولى ‏. أشرف على تنظيمه اتحاد ألبانيا لكرة القدم، وفاز فيه KF Elbasani ‏.